# Angela Gotelli
Angela Gotelli, född 1905, död 1996, var en italiensk politiker.
Hon var vice hälsominister 1959. Hon var den första kvinnan i sin position. 